# Mozilla Firefox, Phiên bản Di động
Mozilla Firefox, Phiên bản Di động (còn được gọi là Firefox Di động) là một phiên bản được đóng gói của Mozilla Firefox tạo bởi John T. Haller. Chương trình này được đi kèm trong Gói PortableApps có trên trang web của họ. Chương trình cho phép Firefox chạy trên một Ổ đĩa USB, CDROM hoặc các thiết bị cơ động khác trên bất kì máy tính Windows, Mac OS X hay Linux/UNIX chạy Wine. Chương trình không yêu cầu có Firefox trong máy, cũng như không để lại thông tin cá nhân trên máy hay tương tác với bất kì phiên bản Firefox nào đã cài đặt, mặc dù có thể cài đặt chương trình trên ổ cứng.
Bản phát hành ổn định hiện tại là 3.0.5, phát hành vào 29 tháng 9 năm 2008. Nó tương thích với 2000, XP và Vista cũng như Wine trên các hệ thống dựa trên UNIX.  Tuy nhiên, phiên bản 3 có vấn đề tương thích nghiêm trọng với WinPE XP và BartPE XP. Dẫu sao, phiên bản 2.0.0.14, đang còn hiện hữu, vẫn tương thích với Windows 98, Me, và PE XP.

## Thay đổi so với Mozilla Firefox
Firefox Di động vẫn giữ nguyên các khả năng của Mozilla Firefox như sử dụng phần mở rộng và tự động cập nhật. Tuy nhiên, đã có một số chỉnh sửa trên thiết lập gốc để giảm số lần ghi lên ổ đĩa flash. Cache và lược sử trình duyệt trước đó đã bị vô hiệu hóa trong lần phát hành bản 2.0 (Khả năng xóa cookie và lược sử tải xuống khi thoát không được kích hoạt mặc định vì thỏa thuận giấy phép với Mozilla).
Các thiết lập cá nhân, trang đánh dấu, phần bổ trợ như Flash và Shockwave, và bất kì phần mở rộng và giao diện nào được cài sẽe được lưu trữ trên ổ đĩa flash cùng với Firefox Di động. Bên cạnh việc sử dụng cá nhân, Firefox Di động có thể được dùng để biểu diễn tính năng của Mozilla Firefox đến các khán giả.

## Tính năng
- Trình khởi chạy PortableApps.com - Trình khởi chạy Firefox Di động được kèm theo. Nó thực hiện một số chức năng, bao gồm: thay đổi đường dẫn đến chương trình bên ngoài (kiểu mime), thay đổi đường dẫn trang chủ, tái tạo thông minh registry thành phần khi bạn chuyển ổ đĩa, sao lưu/khôi phục một số khóa registry trong một số trường hợp, xóa các thư mục trong một số trường hợp, thay đổi đường dẫn thiết lập phần mở rộng để giúp các phần mở rộng không-di-động có thể dùng được.
- Hồ sơ Mặc định - Một hồ sơ mặc định trong thư mục firefox có thiết lập để tăng tính di động.
- Không kiểm tra Trình duyệt Mặc định - Firefox sẽ không kiểm tra xem liệu nó có phải là trình duyệt mặc định hay không mỗi khi khởi động.
- Hỏi nơi Tải xuống - Firefox sẽ hỏi lưu các tập tin tải xuống ở đâu.
- Không cache ổ đĩa - Cache ổ đĩa của trình duyệt đã bị vô hiệu hóa để giảm kích thước đĩa và số lần ghi lên đĩa, giúp tăng tuổi thọ ổ đĩa.
- Hỏi khi Cập nhật - Vì cập nhật trình duyệt trên ổ đĩa flash có thể rất chậm, Firefox Di động sẽ hỏi xem bạn muốn tự mình cập nhật hay là cho chạy tự động.
- Định dạng PortableApps.com - Firefox Di động được đóng gói trong Định dạng PortableApps.com cùng với Trình cài đặt PortableApps.com. Nó cho phép cài đặt dễ dàng lên thiết bị di động, dò tìm các bản cài đặt đã có của Nền tảng PortableApps.com, nâng cấp tại chỗ cho phép bạn cài phiên bản mới đè lên phiên bản hiện tại của bạn và tích hợp chặt chẽ với Trình đơn PortableApps.com.